# FC Vogelzang
FC Vogelzang was een Belgische voetbalclub uit Anderlecht. De club sloot in 1990 aan bij de KBVB met stamnummer 9213.
In 1999 nam de club ontslag uit de KBVB.

## Geschiedenis
De club speelde negen seizoenen in Vierde Provinciale tussen 1990 en 1999. 
Het succesvolste seizoen was 1997-1998 toen men zevende werd, in de acht overige seizoenen eindigde FC Vogelzang telkens in de onderste helft van de klassering.
In het laatste seizoen in Vierde Provinciale werden slechts twee wedstrijden gewonnen en moest men 137 doelpunten incasseren. FC Vogelzang eindigde dan ook allerlaatste en men nam ontslag uit de KBVB.